# 椎名純平
椎名 純平（しいな じゅんぺい、1974年8月6日 - ）は、日本のR&B系歌手、シンガーソングライター。
所属事務所は有限会社黒猫堂。実妹はシンガーソングライターの椎名林檎。

## 人物
埼玉県浦和市（現・さいたま市）生まれ。父親の転勤により静岡県清水市（現静岡市）を経て福岡県福岡市で育つ。静岡県立清水東高等学校で一年間、福岡県立城南高等学校を経て慶應義塾大学法学部に入学、その後中退。私生活では2000年に一般人の女性と結婚。二児の父。愛猫家。趣味はスパイスからのカレー作り。
ディアンジェロやテディー・ライリー、エリカ・バドゥのようなR&Bやヒップホップ、そのサンプリング・ソースから過去の音楽を掘り下げていく中でマーヴィン・ゲイやロイ・エアーズなどと出会い、生音のファンクを感じさせる音楽に方向性が定まった。
実妹の椎名林檎とはデュエットで共演することもあり、2002年発売のカバーアルバム『discover』に収録されている『Where Is The Love』をデュエットし、同日に発売された林檎のカバーアルバム『唄ひ手冥利〜其ノ壱〜』でも『玉葱のハッピーソング』をデュエットした。2007年に公開された映画『さくらん』のエンディングテーマ『この世の限り』でもデュエットを行っている。
starRoは学生時代のバンド仲間。

## 略歴
5、6歳の頃よりピアノを習い始める。高校に入るとブラスバンド部に所属、ドラムと出会う。福岡に転居後、バンド活動を始める。大学に入学して上京するとクラブイベント等に出演するようになり、1998年頃からは楽曲制作を開始する。
1999年、Sony Music SDM主催の「The Another Goal '99」オーディションでグランプリを受賞、メジャーレコード会社各社による争奪戦の末、ソニー・ミュージックアソシエイテッドレコーズ（以下、SMAR）が権利を獲得。以後、定期的にライブを行なって着実に人気を集め、2000年11月8日に彼のためにSMAR内に設立された個人レーベル「STRUTTIN’」（ストラッティン）からシングル「世界」でメジャー・デビュー。翌2001年7月18日にはデビューアルバム『椎名純平』をリリースする。
デビュー当初からソウルクエリアンズ のようにセッションと制作に対応出来るようにと固定バンドの「椎名純平&Evil Vibrations」を結成し、活動を共にする。
2002年、自身のレーベル「Struttin'」を継続させながら新設レーベル「NEW DIG SOUL」の主軸も担うようになり、5月にはレーベル第1弾となるカバーアルバム「discover」をリリース。
2004年、篠原涼子とのデュエット曲「Time of GOLD」が篠原出演の「カナダドライ ジンジャーエール」（コカ・コーラ）のCMに使用された。
2007年、椎名林檎とのデュエット曲「この世の限り」が映画「さくらん」のエンディング・テーマに採用される。
2008年、新たに「椎名純平&The Soul Force」を結成。11月、椎名林檎のデビュー10周年記念ライブ「(生)林檎博'08 〜10周年記念祭〜」にゲスト出演。
2010年、The Soul ForceにSWING-O a.k.a. 45（key）が加入。数々のライブ出演を経た後、バンド名を「Dezille Brothers」（デジルブラザーズ）に改名し、2011年3月2日にはデビューアルバム「だしの取りかた」をリリースする。
2013年12月7日、三宅洋平（(仮)ALBATRUS、元犬式）が発案し、作家の安部芳裕、山田正彦元農林水産大臣（民主党）、山本太郎参議院議員（無所属）らが参加して東京・渋谷周辺で実施されたイベント「大デモ」に伴って開催された音楽イベント「ザ・パーティ」に出演。
2014年10月、元BARBEE BOYSのいまみちともたか等とバンド「ヒトサライ」を結成。同年12月10日リリースの竹内朋康の1stソロアルバム『Cosmos』に参加。
2015年6月24日リリースのGAKU-MCのシングル「希望のアカリ」に参加。
2016年5月、約10年ぶりとなるオリジナル・アルバム『…and the SOUL remains』をライブ会場限定販売でリリース。

## 参加バンド
pLAYA
Katokunnleeを中心とする不定形ユニット。
椎名純平&Evil Vibrations
2000年結成。メンバーは椎名純平（ボーカル、キーボード）、長岡亮介（ギター）、畑利樹（パーカッション）、大神田智彦（ベース）、波多江健（ドラムス）、Tabu Zombie（トランペット、SOIL&"PIMP"SESSIONS）。
椎名純平&The Soul Force
2008年結成。メンバーは椎名純平（ボーカル、キーボード）、竹内朋康（ギター）、鈴木渉（ベース）、白根佳尚（ドラムス）。
Dezille Brothers
2010年、The Soul ForceのメンバーにSWING-O a.k.a. 45（key）が加わって結成。レコーディングにはゲストとしてSOIL&"PIMP"SESSIONSのタブゾンビ（トランペット）と元晴（サックス）も参加している。
ヒトサライ
2014年結成。メンバーは椎名純平（ボーカル、キーボード）、いまみちともたか（ギター）、平山牧伸（ドラムス）、岡雄三（ベース）。

## ディスコグラフィー

### アナログ盤
| 発売日        | タイトル                                       | 規格               | 規格品番  | 備考                           |
| ------------- | ---------------------------------------------- | ------------------ | --------- | ------------------------------ |
| 2001年7月18日 | 椎名純平                                       | 12インチLP盤       | AIJT-5121 | 2枚組                          |
| 2002年5月27日 | WHERE IS THE LOVE                              | 12インチシングル盤 | AIJL-5164 |                                |
| 2003年7月9日  | Time of GOLD (Reggae Disco Rockers Golden Mix) | 12インチシングル盤 | AIJL-5192 | 「椎名純平 with 篠原涼子」名義 |

### 映像作品
| 枚  | 発売日        | タイトル          | 規格 | 規格品番  | 最高順位 |
| --- | ------------- | ----------------- | ---- | --------- | -------- |
| 1st | 2004年11月3日 | Rhodes to Freedom | DVD  | AIBL-9097 |          |

### 参加作品
| 発売日         | 曲名                                                                | 収録作品                                                                       |
| -------------- | ------------------------------------------------------------------- | ------------------------------------------------------------------------------ |
| 2001年12月12日 | 「Night Music feat. Junpei Shiina」                                 | SUGIURUMN『Night Music』（M-1）                                                |
| 2002年5月27日  | 「玉葱のハッピーソング」（カバー）                                  | 椎名林檎『唄ひ手冥利〜其ノ壱〜』（森パクト・ディスク M-7）                     |
| 2003年7月30日  | 「二つの太陽」                                                      | akakage『in the earth』（M-12）                                                |
| 2003年10月29日 | 「天国への道」                                                      | トリビュート『TRIBUTE 〜ゲゲゲの外道讃歌〜』（M-9）                            |
| 2004年2月25日  | 椎名純平 with ダンス☆マン「You were mine」（カバー）                | トリビュート『SOUL TREE〜a musical tribute to toshinobu kubota〜』（M-9）      |
| 2004年6月2日   | 「恋はポラロイド」&「ラスト・ディスコ」（カバー）                   | 『あの頃、マリー・ローランサン2004 A TRIBUTE TO K.Yasui & K.Kato』（M-8&M-10） |
| 2005年6月24日  | 「Summer in the City feat. 椎名純平」                               | MELLOW YELLOW『地球ウォーカー』（M-8）                                         |
| 2005年10月5日  | 「Smile feat. 椎名純平」                                            | DJ TONK『SWEET』（M-2）                                                        |
| 2005年11月2日  | 「I just called to say I love you」                                 | RS-3000『all you need is love』（M-13）                                        |
| 2006年10月5日  | 「友情のエール」                                                    | YELL FROM NIPPON『友情のエール』（M-1）                                        |
| 2007年1月24日  | 「WONDERFUL TONIGHT」（カバー）                                     | 『Tribute to Eric Clapton』(M-11)                                              |
| 2008年1月23日  | 「Ghetto Japan」                                                    | 山沢大洋『music tree』（M-12）                                                 |
| 2008年12月10日 | ROCK-Tee feat.椎名純平「Brazilian Rhyme」                           | コンピレーション『this is...』（M-16）                                         |
| 2009年2月11日  | 「I Don't Want To Miss A Thing」                                    | WaJaRo『Electric Piano Loves You...』（M-9）                                   |
| 2009年7月24日  | 「Stay With Me」                                                    | ZOOCO『Reality of Life』（M-6）                                                |
| 2009年9月16日  | 「My Home feat. 椎名純平」                                          | GAGLE『SLOW BUT STEADY』（M-10）                                               |
| 2009年10月21日 | 「誕生日ありがとう」                                                | GAKU-MC『世界が明日も続くなら』（M-4）                                         |
| 2009年12月16日 | 「ラブトレイン feat. HI-D, 椎名純平」                               | 童子-T『4 ever』（M-7）                                                        |
| 2010年3月10日  | 「Night Music feat. Junpei Shiina -Sugiurumn 2010 Club Vocal Mix-」 | SUGIURUMN『Do You Remember That Night?』（M-9）                                |
| 2010年3月31日  | 「ひとつひとつ」                                                    | Rie fu『at Rie sessions』（M-11）                                              |
| 2010年9月29日  | 「Sha la la feat. Junpei Shiina」                                   | wyolica『Castle of wind』（M-6）                                               |
| 2014年8月6日   | 「ひそねみ」                                                        | コンピレーション・アルバム『ベスト オブ ハバねこポッセ』（M-11）               |
| 2014年12月10日 | 「Musical Massage feat. 椎名純平」                                  | 竹内朋康『Cosmos』（M-7）                                                      |
| 2015年12月2日  | 「Stand by me feat. 椎名純平」                                      | P.O.P『お母さんに聞いてみないとわからない』（M-2）                             |
| 2017年4月19日  | 「Mr.JOE」                                                          | EIJI SUZUKI『MOON CHILD』（M-5, シンセサイザー）                               |